# Semmering (gmina)

Panorama Hirschenkogel

Semmering – gmina uzdrowiskowa oraz ośrodek narciarski w Austrii, w kraju związkowym Dolna Austria, w powiecie Neunkirchen.

## Geografia
Semmering leży na wysokości 962 m n.p.m. Miejscowość ta obejmuje obszar o powierzchni 8,72 km² i leży na przełęczy Semmering, przez którą przebiega droga ekspresowa S6, która została wybudowana w 2004 roku, 3,5 km odcinek trasy przebiega przez tunel pod górą Hirschenkogel.

## Turystyka i gospodarka

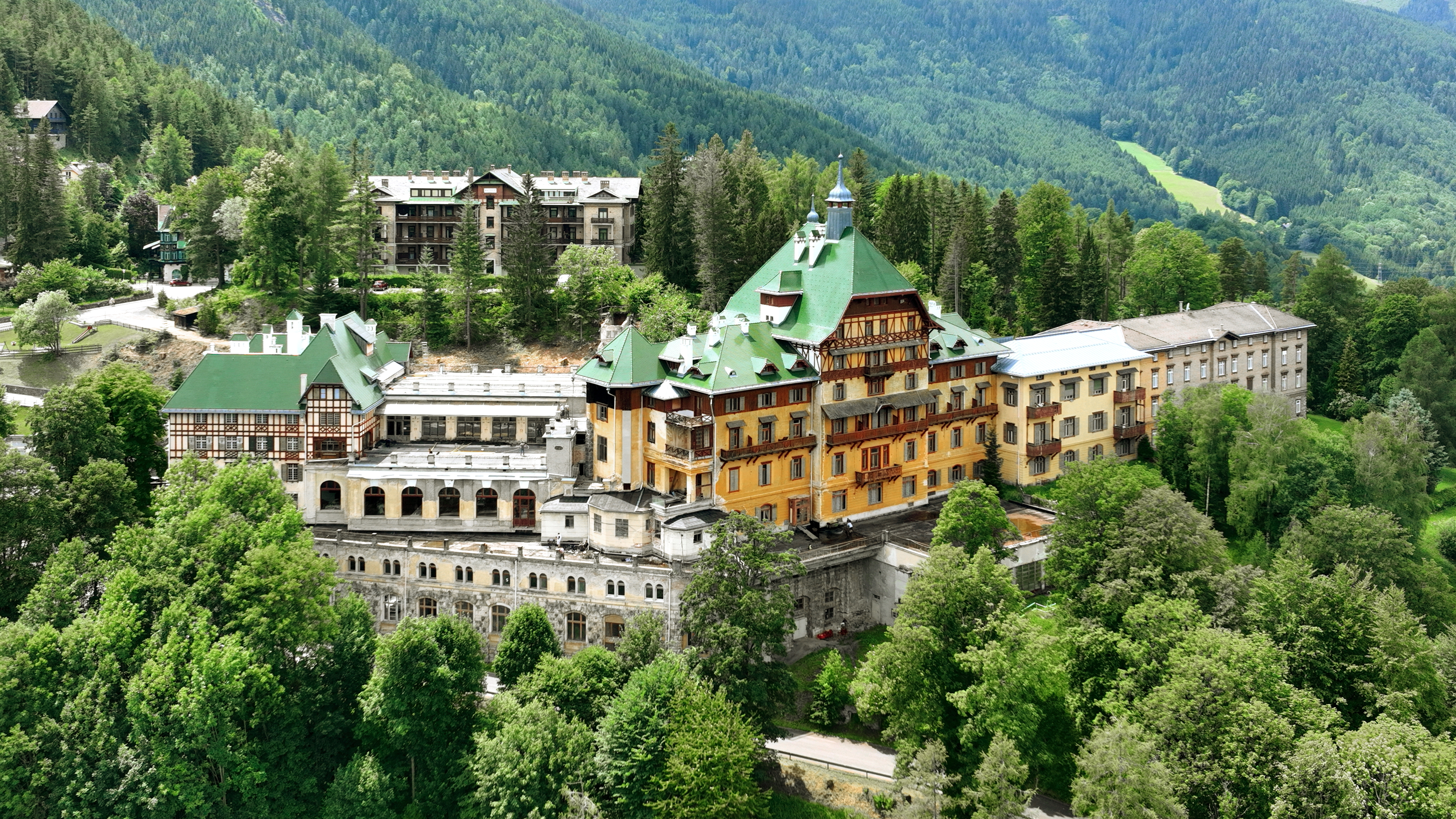
Hotel Südbahn

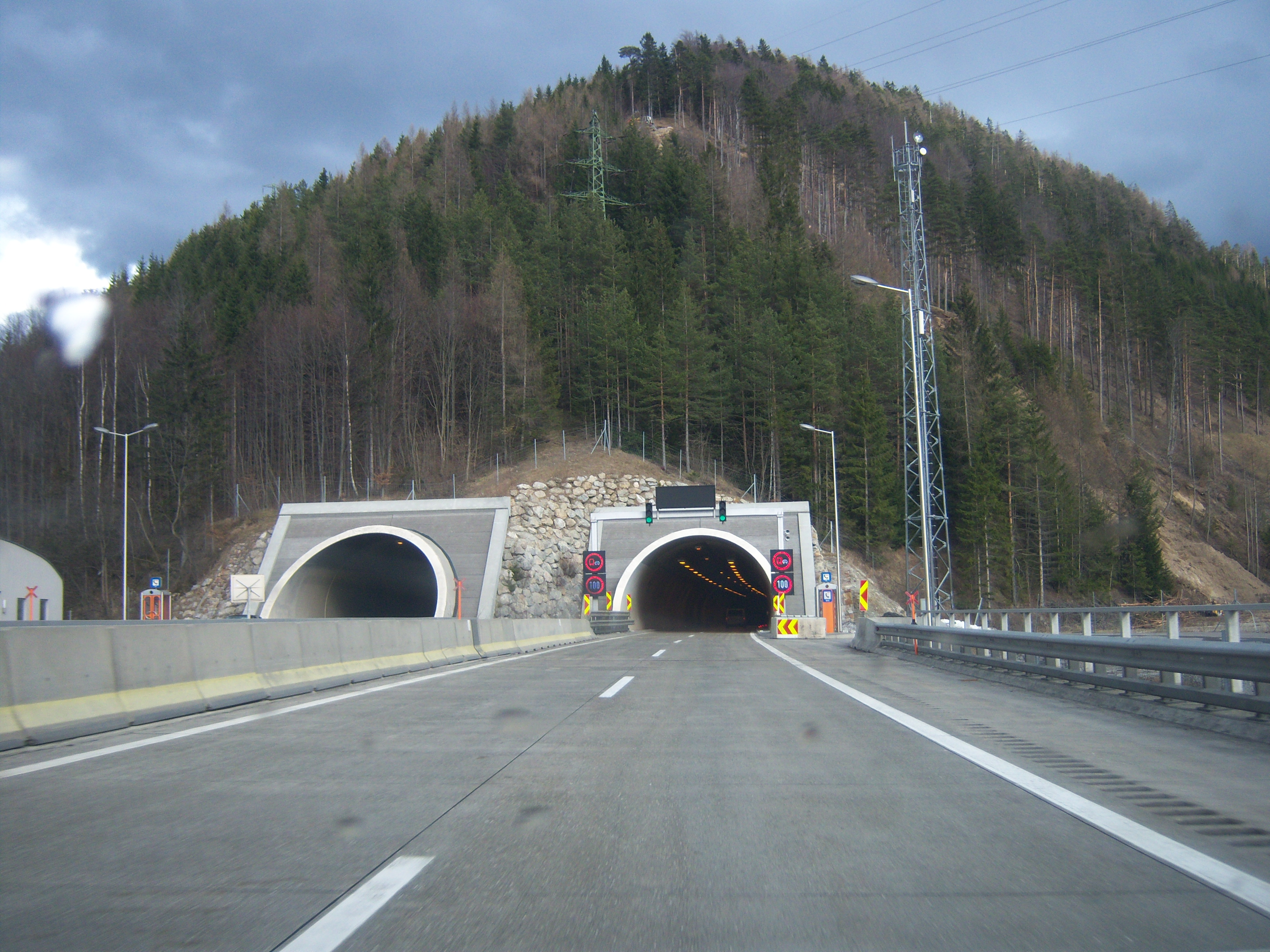
Tunel drogi S6 pod górą Hirschenkogel

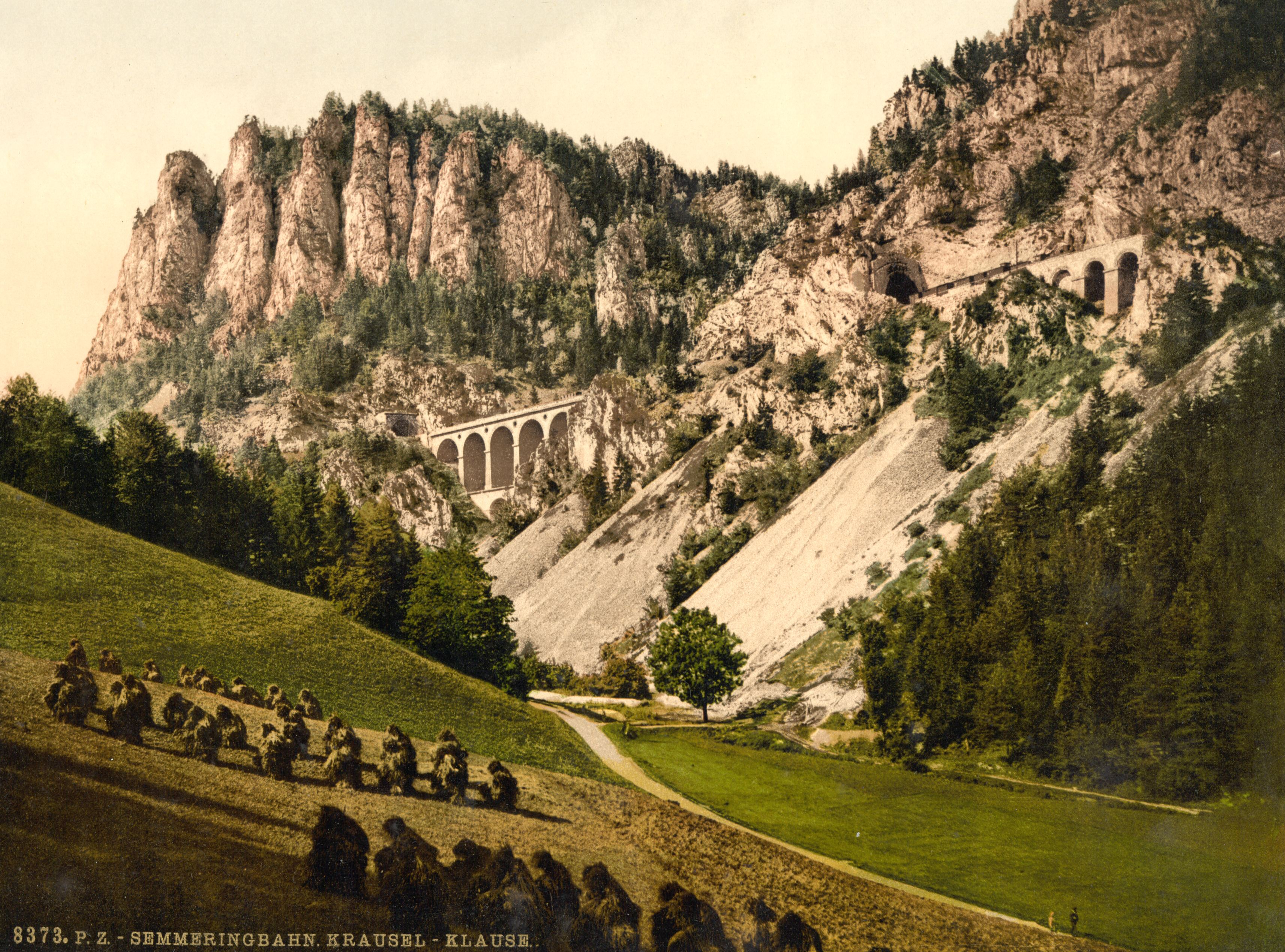
Linia kolejowa Semmering

Od XIX wieku miejscowość ta jest w okresie letnim popularnym miejscem wypoczynku dla zamożnych turystów z Wiednia. Do ośrodka przed laty zjeżdżała się także szlachta, na przykład Karol I Habsburg chętnie spędzał tutaj wolny czas ze swoim synem, Otto Habsburg często tutaj spędzał urlop. Ale do Semmeringa przyjeżdżała nie tylko arystokracja, przebywali tutaj także artyści, literaci czy malarze, tacy jak Oskar Kokoschka, Adolf Loos, Peter Altenberg i Karl Kraus. Najczęściej swój wolny czas spędzali w hotelu Südbahn (wybudowany w 1882 roku) lub w hotelu Panhans.
Semmering rozkwitł turystycznie po wybudowaniu linii kolejowej, która biegła 80 km z Wiednia przez przełęcz Semmering. W 1899 roku w Semmering odbył się pierwszy wyścig wspinaczkowy, który charakteryzuje się 10-kilometrowym odcinkiem jazdy na czas. W latach 1920 i 1930 odbywały się tutaj prestiżowe rozgrywki szachowe. Udział w zawodach brali między innymi rosyjski mistrz świata w szachach Aleksandr Alechin czy Kubańczyk
José Raúl Capablanca, a także mistrzyni świata Vera Menchik i wiele innych.
Od przełomu XIX i XX wieku Semmering jest również ośrodkiem sportów zimowych. Obecnie trasy narciarskie znajdują się na zboczu góry Hirschenkogel. Na stokach Hirschenkogel regularne odbywają się zawody Pucharu Świata w narciarstwie alpejskim kobiet.
Od 2006 roku Hirschenkogel w lecie oferuje trasy do kolarstwa górskiego. Trasy te są dostępne dla kolarzy od czerwca do października i mają różne stopnie trudności od łatwych dla początkujących po trudne dla zawodowców.

## Polityka
W 2010 w Austrii odbyły się wybory samorządowe, i w Semmeringu z wynikiem  72,47% wygrała partia ÖVP. Z ramienia tej partii burmistrzem gminy został Horst Schröttner.

## Atrakcje turystyczne
- Kolej Semmering: Pierwsza linia kolejowa w Europie przebiegająca przez góry. Od 1998 roku jest wpisana do listy światowego dziedzictwa UNESCO
- Muzeum Carla von Ghega, inżyniera i budowniczego linii kolejowej do Semmering Ghegadenkmal.

## Narciarstwo
Semmering jest także ośrodkiem narciarskim na górze Hirschenkogel. Ośrodek ten posiada 14 km tras narciarskich oświetlonych i sztucznie naśnieżanych w trasę z homologacją FIS, na której odbywają się zawody pucharu świata w narciarstwie alpejskim kobiet. Trasy te obsługują trzy wyciągi narciarskie: gondolowy, krzesełkowy i orczykowy.